# Sejm Słowacki (1938–1945)

Skład Sejmu Słowackiego po wyborach w grudniu 1938 roku
w linii=tak – Słowacka Partia Ludowa Hlinki
w linii=tak – Partia Rolnicza
w linii=tak – Partia Niemiecka
w linii=tak – Mniejszość węgierska
w linii=tak – Niezależni / pozostali

Sejm Słowacki, Sejm Republiki Słowackiej (słow. Snem Slovenskej krajiny, Slovenský snem, Snem Slovenskej republiky) – początkowo parlament krajowy autonomicznej Słowacji w ramach II republiki czechosłowackiej, a po ogłoszeniu niepodległości jednoizbowy parlament Pierwszej Republiki Słowackiej, istniejący w latach 1938–1945. 

## Historia
Sejm Słowacki powstał po uchwaleniu przez czechosłowackie Zgromadzenie Narodowe ustawy konstytucyjnej z 22 listopada 1938 roku o autonomii Kraju Słowackiego. W grudniu tego samego roku odbyły się pierwsze i zarazem ostatnie wybory do Sejmu Słowackiego, w których zwyciężyła koalicja ugrupowań konserwatywnych i nacjonalistycznych, skupionych wokół głównej partii, którą była Słowacka Partia Ludowa Hlinki (HSL’S). 
W dniu 14 marca 1939 roku obradujący niejawnie Sejm ogłosił niepodległość Słowacji i secesję z Republiki Czechosłowackiej (Czecho-Słowacji), a na czele nowego rządu stanął ks. Jozef Tiso. W lipcu 1939 roku Sejm przyjął nową Konstytucję Republiki Słowackiej, w której liczbę mandatów w parlamencie rozszerzono z 63 do 80. Tego samego dnia prezydentem państwa został ks. Jozef Tiso, a premierem Vojtech Tuka.
Od 1943 roku zaniechano przeprowadzania wyborów parlamentarnych, a wybór posłów leżał w gestii prezydenta państwa. Sejm przestał istnieć w 1945 roku wraz z upadkiem Republiki Słowackiej. Parlament w trakcie swego istnienia nie miał dużego znaczenia. Jego najważniejszymi dokonaniami było ogłoszenie niepodległości państwa słowackiego w marcu 1939 roku oraz uchwalenie konstytucji w lipcu tego samego roku.

## Skład izby
Lista posłów zasiadających w Sejmie Słowackim w latach 1938–1945:
Štefan Beniak, Vincent Boleček, Michal Boňko, František Bošňák, Jozef Buday, Pavol Čarnogurský, Rudolf Čavojský, Matúš Černák, Konštantín Čulen, Štefan Danihel, Jozef Drobný, Ferdinand Ďurčanský, János Esterházy, Ján Ferenčík, Eugen Filkorn, Pavol Florek, Roman Fraštia, Gejza Fritz, Jozef Fundárek, Adalbert Gabriel, Tido J. Gašpar, Andrej Germuška, Eugen Guzikiewicz, Anton Hancko, Štefan Haššík, Ján Hollý, Vojtech Horák, Gejza Horňák, Koloman Horniš, František Hrušovský, Anton Hudec, Vojtech Hudec, Vojtech Husárek, Matej Huťka, František Jankovič, Franz Karmasin, Sigmund Keil, Michal Klimko, Ferdiš Klinda, Aladár Kočiš, Karol Körper, Ján Liška, Emil Boleslav Lukáč, Alexander Mach, Július Maguth, Andrej Martvoň, Karol Mederly, Gejza Medrický, Ferdinand Mondok, Ján Mora, Vladimír Moravčík, Martin Morháč, Štefan Mušák, Pavol Opluštil, František Orlický, Ján Petrovič, Vojtech Plechlo, Štefan Polyák, Mikuláš Pružinský, Gejza Rehák, Ernest Rosival, Andrej Schlosser, Rudolf Schwarz, Karol Sidor, Jozef Sivák, František Slameň, Martin Sokol, Július Stano, Josef Steinhübl, Josef Stemmbl, Štefan Suroviak, Anton Šalát, Anton Šimko, Jozef Šrobár, Pavol Teplanský, Jozef Tiso, Teodor Turček, Vojtech Tvrdý, Ján Uška, Ján S. Vančo, Miloš Vančo, Peter Zaťko.
Przez cały okres istnienia Sejmu, przewodniczącym tejże izby był Martin Sokol.